# 颱風南瑪都 (2022年)
颱風南瑪都（英語：Typhoon Nanmadol，國際編號：2214，聯合颱風警報中心：WP162022，菲律賓大氣地球物理和天文管理局：Josie）是2022年太平洋颱風季第14個被命名的風暴。「南瑪都」（Nan Madol，國際音標：[nanˈmadol]）一名由密克罗尼西亚联邦所提供，為波納佩島上的一個遺跡南馬都爾。

## 發展過程
9月6日，一個熱帶擾動在硫磺島東南偏南方海域生成，美國海軍研究實驗室給予擾動編號92W。
9月9日上午11時，日本氣象廳將其升格為熱帶低氣壓。晚間8時，日本氣象廳將其降格為低壓區。
9月10日下午2時，日本氣象廳再度將其升格為熱帶低氣壓。
9月11日凌晨5時30分，聯合颱風警報中心將其評級提升為「中」。
9月12日凌晨3時，聯合颱風警報中心將其評級提升為「高」，並對其發布熱帶氣旋形成警報。下午2時，台灣中央氣象局將其升格為熱帶性低氣壓，給予編號TD17。
9月13日凌晨2時，日本氣象廳對其發布烈風警報。同時，聯合颱風警報中心將其升格為熱帶性低氣壓，給予熱帶氣旋編號16W。下午1時，香港天文台升格為熱帶低氣壓。
9月14日凌晨2時，日本氣象廳將其升格為熱帶風暴，給予國際編號2214，並命名「南瑪都」。同時，台灣中央氣象局將其升格為輕度颱風；聯合颱風警報中心、香港天文台亦將其升格為熱帶風暴。
9月15日凌晨2時，日本氣象廳將其升格為強烈熱帶風暴。同時，香港天文台亦將其升格為強烈熱帶風暴。下午2時，聯合颱風警報中心將其升格為颱風。晚間8時，日本氣象廳將其升格為颱風。同時，香港天文台亦將其升格為颱風。
9月16日凌晨2時，台灣中央氣象局將其升格為中度颱風。上午8時，香港天文台將其升格為強颱風。下午2時，香港天文台將其升格為超強颱風。

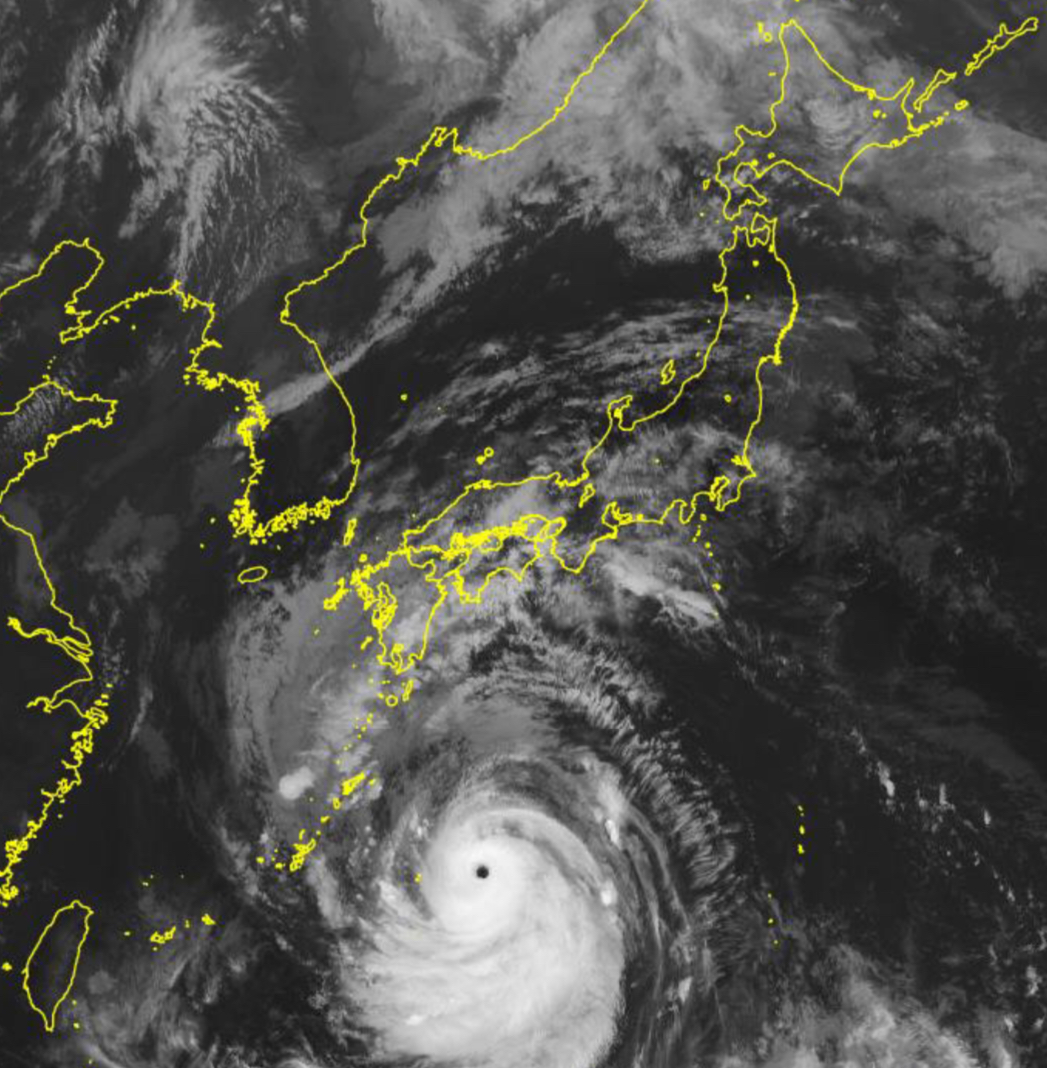
颱風南瑪都 (9月17日)

9月17日凌晨2時，台灣中央氣象局將其升格為強烈颱風。
9月18日上午8時，香港天文台將其降格為強颱風。同時，台灣中央氣象局將其降格為中度颱風。下午12時半，日本氣象廳表示南瑪都通過屋久島，在通過之前中心最大風力有15级（50米/秒）。下午4時30分左右，日本氣象廳表示南瑪都通過九州鹿儿岛县指宿市沿海。晚間6時左右，日本氣象廳表示南瑪都於鹿儿岛县鹿兒島市附近登陸，登陸時中心附近最大風力為14级（45米/秒）。
9月19日凌晨2時左右，日本氣象廳表示南瑪都於福冈县柳川市附近作第二次登陸。同時，香港天文台將其降格為颱風。上午8時，日本氣象廳將其降格為強烈熱帶風暴，同時，香港天文台將其降格為強烈熱帶風暴。下午2時，台灣中央氣象局將其降格為輕度颱風。下午3時30分左右，日本氣象廳表示南瑪都於島根縣出雲市附近第三次登陸，這是日本氣象廳有記錄以來首次有熱帶氣旋登陸島根縣。
9月20日凌晨0時半左右，南瑪都擦過石川縣能登半島。凌晨3時左右，日本氣象廳表示南瑪都於新潟县新潟市附近第四次登陸。上午8時，日本氣象廳表示南瑪都轉化為溫帶氣旋。下午14時，日本氣象廳表示南瑪都已經併入冷鋒。
9月21日，日本氣象廳在天氣圖上移除該系統。

## 影響

### 日本
當地發布之最高風力警報：暴风特别警报
9月18日，熊本市通往鹿儿岛方向的高速公路关闭。許多店铺因台风到来关门歇业。鹿儿岛县和宫崎县58810户居民停电。截至19日，南瑪都造成超過60人受傷，並有大約34萬戶停電，九州旅客鐵道公司停駛；日本航空公司和全日空取消當天約800個航班。
| 損壞情況 | 損壞情況 |
| -------- | -------- |
| 死亡     | 5人      |
| 受傷     | 161人    |
| 房屋受損 | 2,744栋  |

| 排名     | 熱帶氣旋     | 名稱     | 氣壓 (hPa) | 登陸時間 (UTC+9)    | 登陸地點     |
| -------- | ------------ | -------- | ---------- | ------------------- | ------------ |
| 1        | 第二室戶颱風 | Nancy    | 925        | 1961年9月16日 9時   | 室戸岬西方   |
| 2        | 伊勢湾颱風   | Vera     | 929        | 1959年9月26日 18時  | 潮岬西方     |
| 3        | 颱風仁斯     | Yancy    | 930        | 1993年9月3日 16時   | 薩摩半島南部 |
| 4        | 颱風南瑪都   | Nanmadol | 935        | 2022年9月18日 19時  | 鹿児島市附近 |
| 4        | 颱風露芙     | Ruth     | 935        | 1951年10月14日 19時 | 串木野市附近 |
| 6        | 颱風密瑞兒   | Mireille | 940        | 1991年9月27日 16時  | 佐世保市南   |
| 6        | 颱風戴莉斯   | Trix     | 940        | 1971年8月29日 23時  | 佐多岬       |
| 6        | 颱風雪莉     | Shirley  | 940        | 1965年9月10日 8時   | 安藝市附近   |
| 6        | 颱風琴恩     | Jean     | 940        | 1965年8月6日 4時    | 牛深市附近   |
| 6        | 颱風維爾達   | Wilda    | 940        | 1964年9月24日 17時  | 佐多岬       |
| 6        | 颱風魯依絲   | Louise   | 940        | 1955年9月29日 22時  | 薩摩半島     |
| 6        | 颱風葛瑞絲   | Grace    | 940        | 1954年8月18日 2時   | 鹿児島県西部 |
| 參考記錄 | 室戶颱風     |          | 911.6      | 1934年9月21日       | 室戸岬西方   |
| 參考記錄 | 枕崎颱風     | Ida      | 916.3      | 1945年9月17日       | 枕崎町附近   |

### 韓國
9月18日正午，韩国行政安全部将应急响应级别从第一级提升至第二级，并将台风和暴雨应急预警等级从第二级“注意”提升至第三级“警惕”。

## 外部連結
| 太平洋颱風季             |
| 主題頁 - 專題 - 編輯指南 |

- （日語）日本氣象廳首頁 （页面存档备份，存于）
- （英文）聯合颱風警報中心首頁 （页面存档备份，存于）
- （简体中文）中國國家氣象中心首頁 （页面存档备份，存于）
- （繁體中文）臺灣中央氣象局首頁 （页面存档备份，存于）
- （繁體中文）香港天文台首頁 （页面存档备份，存于）
- （繁體中文）澳門地球物理暨氣象局首頁 （页面存档备份，存于）
- （英文）菲律賓大氣地球物理和天文管理局 惡劣天氣公告 （页面存档备份，存于）
- （泰文）泰國氣象局首頁 （页面存档备份，存于）